# فرودگاه کمبریج
فرودگاه کمبریج (به انگلیسی: Cambridge Airport) یک فرودگاه همگانی باربری با کد یاتا CBG است که یک باند فرود بتن دارد و طول باند آن ۱۹۶۵ متر است. این فرودگاه در شهر کمبریج کشور انگلستان قرار دارد و در ارتفاع ۱۵ متری از سطح دریا واقع شده‌است.